# Sonnen-Täubling
Der Sonnen-Täubling  (Russula solaris) ist ein Pilz aus der Familie der Täublingsverwandten. Man findet diese seltene Art bisweilen in Buchenwäldern. Der gelbe Hut, der scharfe Geschmack und das ockerfarbene Sporenpulver bilden zusammen eine Merkmalskombination, die innerhalb der europäischen Täublingsarten einzigartig ist.

## Merkmale

### Makroskopische Merkmale
Der Sonnen-Täubling ist ein äußerst zerbrechlicher, kleiner und zierlicher Pilz mit einem sattgelben, 3–5 cm breiten Hut. Dieser ist jung halbkugelig, dann konvex und schon bald vertieft. Er ist oft verbogen und dünnfleischig. Der Hutrand ist im Alter breit gerieft. Die Mitte ist deutlich dunkler und oft goldgelb gefärbt oder auch leicht orange getönt. Der Rand ist heller und blasst oft fast weißlich oder blass strohgelb aus. Die Huthaut ist feucht schmierig, trocken glanzlos und bis zur Hälfte oder weiter abziehbar. Die Lamellen sind lange blass, dann strohgelblich. Sie stehen mäßig dicht und weisen eine deutliche Queraderung auf. Das Sporenpulver ist cremefarben.
Der rein weiße Stiel ist 2–5 cm lang und 1–2 cm breit. Er ist leicht keulig geformt und lässt sich leicht zusammendrücken. Im Alter ist der Stiel oft hohl. Das Fleisch schmeckt scharf, besonders in den Lamellen und ist sehr mürbe. Es riecht aromatisch nach Essig oder Senfsauce, ganz ähnlich wie das des Gallen-Täublings.

### Mikroskopische Merkmale
Die Sporen sind elliptisch bis fast kugelig, 7–9 µm lang und 5,5–7, bisweilen bis 7,5 µm breit. Der Q-Wert (Quotient aus Sporenlänge und -breite) ist 1,1–1,3. Das Sporenornament besteht aus dornigen, fast isolierten, 0,5–1,2 µm hohen Warzen, die teilweise etwas verlängert und bisweilen auch stellenweise etwas miteinander verbunden sind.
Die 4-sporigen Basidien sind 30–53 μm lang und 8,5–10, selten bis 12 μm breit. Sie haben vier 3–10 μm lange Sterigmen. Die Pleurozystiden sind 42–85 µm lang und 6,5–12 μm breit. Sie sind bauchig oder zylindrisch-keulig und oben meist stumpf. Die 35–65 µm langen und 7–9 µm breiten Cheilozystiden sind mehr oder weniger spindelig und tragen an ihrer Spitze häufig einen kleinen Fortsatz. Alle Zystiden sind zahlreich und färben sich mit Sulfovanillin blau und mit Sulfobenzaldehyd grauschwarz an.
Die Huthaut (Pileipellis) besteht aus zylindrischen, mehr oder weniger gewunden und an ihrer Spitze verschmälerten, 2–3,5 µm breiten Hyphen. Sie sind spärlich septiert und oft ein- bis zweifach verzweigt. Zwischen den haarartigen Hyphen findet man zylindrische, schlangen- bis schwach keulenförmige, 2–5-fach septierte und 3–7 µm breite Pileozystide, die sich mit Sulfobenzaldehyd grauschwarz anfärben.

## Artabgrenzung
Am ehesten kann man den Sonnen-Täubling mit blassblättrigen Chamaeleontinae-Formen wie dem Gelben Haseltäubling (Russula acetolens) oder dem Blassgelben Täubling (Russula raoultii) verwechseln.
Der Gelbe Haseltäubling hat jedoch, wie auch die anderen Vertreter der Subsektion Chamaeleotinae, mildes Fleisch. Der Blassgelbe Täubling ist ebenfalls scharf, hat aber einen nahezu einheitlich cremegelben Hut ohne ausgesprochen dunkler, getönter Mitte. Auch in der Sporenpulverfarbe unterscheiden sich die beiden Arten vom Sonnen-Täubling: Die blassgelben Chamaeleotinae-Formen haben ein satt ockergelbes Sporenpulver, während es beim Blassgelben Täubling rein weiß ist.

## Ökologie
Der Sonnen-Täubling ist wie alle Täublinge ein Mykorrhizapilz, der vorwiegend mit Rotbuchen eine Symbiose eingeht. Seltener können auch Eichen oder andere Laubbäume als Wirt dienen.
Der Täubling kommt in Buchen- und Buchenmischwäldern wie Waldmeister-, Haargersten-, Orchideen- oder Seggen- oder Hainsimsen-Buchenwäldern vor, die sich vorzugsweise im Klimax-Stadium befinden. Er findet sich ebenso in Hainbuchen-Eichenwäldern wie dem Sternmieren-Eichen-Hainbuchenwald und in wärmeliebenden subkontinentalen Eichen-Trockenwäldern. 
Der Pilz mag frische bis mäßig feuchte, schwach saure bis leicht alkalische, basenreiche, jedoch nährstoffarme Böden. Gewöhnlich findet man ihn auf mittelgründigen Braunlehmrendzinen, Braun- und Parabraunerden, Sand und Auelehm.
Die Fruchtkörper erscheinen häufig an grasbewachsenen Stellen von Juli bis Oktober, dabei steigt der Pilz vom Flachland bis ins mittlere Bergland, selten höher.

## Verbreitung

Europäische Länder mit Fundnachweisen des Sonnen-Täublings.
Legende:
Länder mit Fundmeldungen
Länder ohne Nachweise
keine Daten
außereuropäische Länder

Der Sonnen-Täubling ist eine europäisch temperate Art, die nicht nur in Deutschland recht selten ist. Die Art zeigt eine westmediterrane bis subozeanische Verbreitungstendenz.

## Systematik
Der Sonnen-Täubling wird von M. Bon in die Subsektion Citrinae gestellt, die ihrerseits innerhalb der Sektion Russula steht. Die Vertreter dieser Subsektion haben gelbe bis mehr oder weniger orangefarbene, manchmal auch grünlich zitronengelbe Hüte. Das Sporenpulver ist weiß bis gelblich. Alle Pilze dieser Subsektion schmecken scharf. Neuere molekularphylogenetische Untersuchungen zeigen aber, dass die Vertreter der Untersektion kaum miteinander verwandt sind. Der Sonnen-Täubling ist viel mehr mit Täublingen aus der Sektion Tenellae verwandt, besonders mit Vertretern aus der Untersektion Laricinae.

## Bedeutung
Der Sonnen-Täubling ist wegen seines scharfen Geschmacks ungenießbar und möglicherweise leicht giftig (siehe hierzu auch Täublingsregel).